# Donny Hathaway
 (mars 2022).
Si vous disposez d'ouvrages ou d'articles de référence ou si vous connaissez des sites web de qualité traitant du thème abordé ici, merci de compléter l'article en donnant les références utiles à sa vérifiabilité et en les liant à la section « Notes et références ».
Pour les articles homonymes, voir Hathaway.
Donny Hathaway est un auteur-compositeur-interprète de musique soul américain, né le 1er octobre 1945 à Chicago, en Illinois, et mort le 13 janvier 1979 à New York.

## Biographie

### Enfance
Donny Hathaway naît le 1er octobre 1945 à Chicago. Il est élevé par sa grand-mère, chanteuse de gospel qui l'initie très tôt à la musique, le poussant à chanter dès l'âge de 3 ans. Bientôt à l'aise au piano, il grandit à Lake St-Louis.
Jeune, il assiste à l'école Vashon, où il sort diplômé. En 1964, ses talents de pianiste lui offrent la chance d'intégrer la très réputée Université Howard. Il n'y passe que 3 ans, trop impatient de se lancer professionnellement, le temps de vivre une expérience musicale avec ses camarades du Ric Powell Trio. Très sollicité pour travailler dans l'industrie musicale, Donny décide de quitter l'école avant même d'en avoir été diplômé.

### Carrière

#### Premiers pas
En 1967, Donny Hathaway arrive à Chicago, recruté par le label Twinight Records. Il y fait ses premières expériences professionnelles, quoique dans les coulisses. Ainsi, d'abord producteur, ingénieur son, compositeur ou pianiste accompagnateur, il travaille avec The Staple Singers, Jerry Butler, Aretha Franklin, Curtis Mayfield.
En 1969, il commence une carrière de chanteur, enregistrant le titre I Thank You Baby avec June Conquest.
En 1970, il signe chez le label Atco, et sort son tout premier album Everything is Everything dans la même année, contenant deux de ses classiques : The Ghetto (qui sortira en single) ainsi que le titre éponyme.

#### Succès
En 1971, son second album Donny Hathaway rencontre un succès favorisé par les critiques qui accompagnent la sortie du LP. C'est également l'année durant laquelle il enregistre son premier titre en duo avec son amie (et ex-camarade de classe à l'université Howard) Roberta Flack : You've Got a Friend. La reprise de la chanson de Carole King atteint rapidement le Top 10 des ventes de titres R&B aux États-Unis, et ce succès pousse les deux artistes à enregistrer cette fois ci un album complet, qui porte leur nom. Sorti en 1972, il contient le très populaire Where is the Love? qui, après s'être classé dans les charts R&B et Pop (fait remarquable pour l'époque), remporte un Grammy. Le tube dynamite les ventes de l'album du couple, qui sera certifié gold (500 000 ventes aux États-Unis).
Au sommet de son succès, il multiplie les projets : il compose la musique du film Come Back Charleston Blue (1972), enregistre le thème de la série télévisée Maude, mais surtout profite de ses concerts pour sortir son 4e LP, Live. Probable plus grande œuvre de l'artiste, l'album témoigne d'une communion hors du commun entre le chanteur, ses musiciens et le public.

#### Les années sombres
Paradoxalement, c'est lorsque le talent du chanteur éclate au grand jour que la vie de celui-ci prend un tournant tragique. En effet, c'est à partir de 1972 que Donny Hathaway se met à souffrir de dépressions. Périodiques, imprévisibles, elles causent de nombreuses hospitalisations à l'artiste dont la relation avec Roberta Flack se dégrade. Très affaibli, le chanteur trouve les forces d'enregistrer un nouvel album, Extension of a Man, dont le ton reflète l'état de son compositeur : plus doux, ambitieux et mélodique, c'est également celui qui contient l'une de ses plus marquantes  compositions, Someday We'll All Be Free.

### Mort brutale
Quasiment absent de la scène musicale entre 1973 et 1978, ne se produisant plus que rarement, dans de petits clubs, Donny Hathaway semble être parvenu à bout de ses névroses lorsqu'il retourne en studio en 1977. Réconcilié avec Roberta Flack, il enregistre The Closer I Get to You pour le nouvel album de celle-ci. Le succès du titre est immédiat, et bientôt supérieur à celui de Where is the Love, quelque cinq années auparavant.
Alors que sa vie était sur le point de repartir, peu après s'être mis d'accord pour enregistrer un nouvel album avec Flack, il est retrouvé mort, le 13 janvier 1979, en contrebas de sa chambre au 15e étage de l'hôtel Essex, à New York. Sa fenêtre ouverte et l'absence de traces de violence sur son corps amènent les autorités à officialiser la thèse du suicide, laissant fans, proches et Roberta Flack dans la plus grande incompréhension.

## Discographie
- 1970 : Everything Is Everything (Atco)
- 1971 : Donny Hathaway (Atco)
- 1972 : Come Back Charleston Blue (bande originale) (Atco)
- 1972 : Live (Atco)
- 1972 : Roberta Flack & Donny Hathaway (Atlantic)
- 1973 : Extension Of A Man (Atco)
- 1978 : The Best Of Donny Hathaway (Atco)
- 1980 : In Performance (Atlantic)
- 1980 : Roberta Flack Featuring Donny Hathaway (Atlantic)
- 1990 : A Donny Hathaway Collection (Atlantic)
- 2004 : These Songs For You, Live! (Atlantic)
- 2010 : Someday We'Ll All Be Free (East West Music)